# Bajacalia
 Bajacalia es un género de plantas fanerógamas perteneciente a la familia de las asteráceas. Tiene 3 especies descritas y  aceptadas.

## Taxonomía
El género fue descrito por Loockerman, B.L.Turner & R.K.Jansen y publicado en Systematic Botany 28(1): 204. 2003.	La especie tipo es: Bajacalia tridentata (Benth.) "Loockerman, B.L.Turner & R.K.Jansen"

## Especies aceptadas
A continuación se brinda un listado de las especies del género Bajacalia aceptadas hasta julio de 2012, ordenadas alfabéticamente. Para cada una se indica el nombre binomial seguido del autor, abreviado según las convenciones y usos.
- Bajacalia crassifolia (S.Watson) "Loockerman, B.L.Turner & R.K.Jansen"
- Bajacalia moranii B.L.Turner
- Bajacalia tridentata (Benth.) "Loockerman, B.L.Turner & R.K.Jansen"